# Nicolas Revel
Pour les articles homonymes, voir Revel.
Nicolas Revel, né Ricard le 26 mai 1966 à Paris, est un haut fonctionnaire français. Depuis le 5 juillet 2022, il est directeur général de l'Assistance publique-hôpitaux de Paris.
Il est secrétaire général adjoint de la présidence de la République de 2012 à 2014 pendant le mandat de François Hollande, directeur de la Caisse nationale de l'assurance maladie de 2014 à 2020 et directeur de cabinet du Premier ministre Jean Castex de 2020 à 2022.

## Biographie

### Famille
Nicolas Revel né Ricard, est le fils de l'académicien Jean-François Revel né Ricard (1924-2006), et de la journaliste Claude Sarraute (1927-2023). Il est le petit-fils de l'écrivain Nathalie Sarraute (1900-1999). Il est ainsi le neveu de la cinéaste Anne Sarraute et de la photographe Dominique Sarraute.
Il a une sœur, Véronique Revel-Rongier (née en 1968, qui est femme d'affaires). Du côté de son père, il a un demi-frère, Matthieu Ricard et une demi-sœur, Ève Ricard, dont la mère est Yahne Le Toumelin.
Du côté de sa mère, il a deux demi-frères, Laurent Tzara (né en 1958, qui est infirmier) et Martin Tzara (né en 1960, qui est journaliste), dont le père est Christophe Tzara et le grand-père paternel Tristan Tzara, fondateur du dadaïsme et figure de proue du surréalisme.
Nicolas Revel est père de trois garçons : Simon, David et Benjamin nés de son union avec Myriam Yeruchalmy, administratrice générale de l’État.

### Jeunesse et études
Nicolas Revel effectue ses études supérieures à l'Institut d'études politiques de Paris (section Service public, promotion 1988). Il est ensuite élève de l'École nationale d'administration (promotion Léon-Gambetta, 1991-1993), 

### Parcours professionnel

#### Haute fonction publique et mairie de Paris
Nicolas Revel entre à la Cour des comptes, en qualité d'auditeur, et en 1998 est nommé sous-préfet dans les Hautes-Pyrénées, département de Jean Glavany qui le remarque. En 2000, il est nommé conseiller technique auprès de ce dernier, devenu ministre de l'Agriculture et de la Pêche.
Après la victoire de Bertrand Delanoë aux élections municipales de 2001, le nouveau maire de Paris le choisit comme directeur adjoint de cabinet (en 2003). Il le nomme directeur de cabinet en 2008, jusqu'en 2012. Il est promu conseiller maître à la Cour des comptes le 1er juillet 2010.

#### Secrétaire général adjoint de l’Élysée
Le 15 mai 2012, il est nommé secrétaire général adjoint de la présidence de la République, en tandem avec Emmanuel Macron, par le nouveau président François Hollande. Il succède alors à Jean Castex. Nicolas Revel est chargé des questions sociales. Les frictions initiales avec l'autre secrétaire général adjoint, Emmanuel Macron, se fluidifient dans les difficultés du quinquennat et des relations avec le secrétaire général Pierre-René Lemas.
Le journaliste Emmanuel Berretta indique que sa « fibre socialiste est plus affirmée » et qu'il s'oppose à Emmanuel Macron sur l'opportunité d'inscrire le projet de pacte de responsabilité et de solidarité dans le collectif budgétaire voté avant l'été 2014.

#### Directeur général de la Caisse nationale de l'assurance maladie
Le 6 novembre 2014, le conseil d'administration de la Caisse nationale de l'assurance maladie émet un avis favorable à sa nomination au poste de directeur général de la CNAMTS. Il est nommé officiellement à ce poste le 12 novembre 2014, et il est reconduit à ses fonctions pour cinq ans supplémentaires en septembre 2019. L'une de ses principales missions était de renouer le dialogue entre les professionnels de santé, notamment les médecins, et les pouvoirs publics dans un contexte de crispation avec la ministre Marisol Touraine Il a également développé le recours à la télémedecine et l'accès aux soins. Selon Contexte, il « laisse le souvenir d’un redoutable négociateur, qui a mis en place le tiers payant et le reste à charge zéro pour les soins optiques et dentaires ».

#### Directeur de cabinet du Premier ministre
Qualifié de social-démocrate, ancré à gauche, à partir de 2014, Nicolas Revel fait partie de ceux qui livrent idées et conseils à Emmanuel Macron. Une fois élu en 2017, celui-ci tente en vain de l'imposer comme directeur de cabinet à Édouard Philippe après la nomination de ce dernier comme Premier ministre,. En 2018, il est pressenti pour remplacer Gérard Collomb comme ministre de l'Intérieur, mais décline pour raisons personnelles. Il est également pressenti pour remplacer Alexis Kohler comme secrétaire général de l'Élysée.
Décrit comme discret et profondément humain, redoutable négociateur, Nicolas Revel est nommé directeur de cabinet du nouveau Premier ministre Jean Castex, le 3 juillet 2020. Selon plusieurs observateurs, sa nomination traduit la prise de contrôle d'Emmanuel Macron sur Matignon,. Contexte indique qu'il « disposera d’autres relais » auprès du chef de l’État : « la secrétaire générale adjointe, Anne de Bayser, qui fut son adjointe à la Ville de Paris, ou encore le conseiller Philippe Grangeon, avec qui il entretient des liens amicaux ».

#### Directeur général de l'Assistance publique-Hôpitaux de Paris
À la suite de la démission de Martin Hirsch annoncée le 17 juin 2022, Nicolas Revel prend le 5 juillet 2022 la direction de l'Assistance publique-Hôpitaux de Paris.

## Distinction
- Chevalier de la Légion d'honneur (25 mars 2016)[18]
- Officier de l'ordre du Mérite de la République italienne‎ (4 juillet 2021)[19]